# نیسا ریتیل
نیسا ریتیل (انگلیسی: Nisa) شرکت عمده‌فروشی بریتانیایی است، که در سال ۱۹۷۷ تأسیس شد.